# Jonas Abrahamsen
Jonas Abrahamsen (ur. 30 kwietnia 1995 w Skien) – norweski kolarz szosowy.

## Osiągnięcia
Opracowano na podstawie:
2017
- 1. miejsce w Tour te Fjells
- 1. miejsce w Gylne Gutuer

2020
- 1. miejsce w klasyfikacji górskiej Małopolskiego Wyścigu Górskiego
  - 1. miejsce na 2. etapie

## Rankingi
| Rok             | 2016  | 2017  | 2018  | 2019  | 2020  | 2021  | 2022  | 2023 | 2024 |
| --------------- | ----- | ----- | ----- | ----- | ----- | ----- | ----- | ---- | ---- |
| World Ranking   | 2024. | 1967. | 1316. | 1322. | 1518. | 2957. | 1873. | 415. | 77.  |
| UCI Europe Tour | 1348. | 1251. | 810.  | 910.  | 1131. | 1902. | 1205. | -    | 62.  |
|                 |       |       |       |       |       |       |       |      |      |
| Źródło: UCI     |       |       |       |       |       |       |       |      |      |